# 113 هـ
113 هـ هي سنة في التقويم الهجري امتدت مقابلةً في التقويم الميلادي بين سنتي 731 و732.

## مواليد
5 رمضان - الموافق 9 نوفمبر 731م وُلد عبد الرحمن الداخل (صقر قريش) في دمشق، وهو مؤسس الدولة الأموية في الأندلس.
- أبو يوسف

## وفيات
- سورة بن أبجر التميمي أمير سمرقند في الدولة الأموية.
- الحر بن يوسف